# The Last Dinner Party
The Last Dinner Party is een Britse band, bestaande uit Abigail Morris (zang), Lizzie Mayland (gitaar en zang), Emily Roberts (gitaar, mandoline en fluit), Aurora Nishevci (toetsen en zang) en Georgia Davies (basgitaar).

## Geschiedenis
De artiesten vormden de groep in 2019. In een interview met het tijdschrift Rolling Stone vertelden ze dat ze ondanks dat ze toen al muziek hadden gemaakt, nog niet wilden optreden. Ze vonden namelijk dat hun muziek moest draaien om de liveoptredens, en dat ze het niet wilden doen als men er door verschillende coronamaatregelen niet van konden genieten. In die tijd vormden ze wel een idee van hoe de band op het podium er uit zou moeten zien. Ze wilden dat fans naar hun toe zouden komen voor de shows, dat voor de band net zo belangrijk is als de muziek die ze uitbrengen. In november 2021 hadden ze in The George Tavern te Londen hun eerste show en daarna speelden ze op verschillende plekken in het Verenigd Koninkrijk, nog zonder een eerste single uit te brengen. In de zomer van 2022 waren ze de supportact van The Rolling Stones en van Nick Cave.
Nadat ze in 2022 getekend hadden bij platenlabel Island Records, brachten ze in april 2023 hun langverwachte eerste single  Nothing Matters uit. Dit lied werd een bescheiden hit, met een 41e positie in de UK Singles Chart, een 34e plaats in de Official New Zealand Music Chart en een achtste plaats in de Alternative Songs van Billboard. Het nummer was geproduceerd door James Ford, die eerste samenwerkte met onder meer Arctic Monkeys, Foals, Florence and the Machine en Depeche Mode. Direct na het uitbrengen van Nothing Matters startte de band hun eerste Europese toer, waarbij ze speelden in onder andere Nederland, Denemarken, Portugal en delen van het Verenigd Koninkrijk.
De tweede single die werd uitgebracht was Sinner in juni 2023. In de zomer van 2023 speelden ze op verschillende festivals, waaronder het Glastonbury Festival en de Reading en Leeds Festivals. Ook openden ze bij de toers van First Aid Kit en Hozier. In het najaar van 2023 deden ze een opnieuw een toer door Groot-Brittannië en hun eerst ronde door de Verenigde Staten. Derde singles was Lady of Mercy. In november 2023 kwam de band met de single On Your Side en kondigden ze aan in 2024 met een album te komen.
In december 2023 won de band bij de Brit Awards de prijs 2024 Rising Star. In januari 2024 volgde de The Rising Star Award bij Rolling Stone en de BBC Sound of 2024-titel van de BBC. Na de single Ceasar on a TV Screen in januari 2024, bracht de band op 2 februari hun debuutalbum Prelude to Ectasy uit. Het album is volledig geproduceerd door James Ford. Met het album gaat de band in 2024 toeren door Europa en de Britse eilanden.

## Muziekstijl
De muziekstijl van de band past in de indierock, maar wordt door verschillende media ook op andere manieren omschreven. NME noemde het een grunge-achtige mix van artrock en barokpop. De Volkskrant benoemde het een "feest van stijlen" en haalde onder andere de stijl glamrock aan. The Guardian vertelde hoe de stijl op het album verschilde van 80s pop naar hard-rock en van staccato piano naar Franz Ferdinand-achtige postpunk. OOR bestempelde het als "kleurrijke artrock met een knipoog". Ze worden vergeleken met onder andere Queen, Kate Bush, David Bowie, ABBA, Roxy Music, Sparks, Florence and the Machine en Siouxsie and the Banshees.